# Fertimont
La Fertimont S.p.A., abbreviazione di Montedison Fertilizzanti, è stata la controllata del gruppo Montedison operante nel settore della produzione e della commercializzazione dei fertilizzanti per il mondo agricolo.

## Storia

### Origini
Nacque ufficialmente il 31 dicembre 1980 in seguito alla decisione della Montedison di divenire una sorta di holding finanziaria, che comportò lo scorporo pressoché totale delle sue attività industriali; vennero così istituite 6 nuove società operative specializzate per settore produttivo, tra cui appunto la Fertimont. Gli stabilimenti produttivi si trovavano a Ferrara, Porto Marghera e San Giuseppe di Cairo.

### Da Fertimont ad Agrimont
Nel 1986 cambiò la denominazione societaria in Agrimont.